# Benny Bankboks (album)
Benny Bankboks er et album af B-Gjengen, udgivet i 1981.

## Trackliste
1. Benny Bankboks
2. Pensjonisten
3. Et lite under
4. Forgasser'n
5. Kom og bli med
6. Brekket
7. Emil
8. Hokus pokus
9. Storslåtthytta
10. Gjør din plikt
11. Vil ikke mer
12. Barndomsminner